# Василопулос, Баланос
Бала́нос Васило́пулос (греч.  Μπαλάνος Βασιλόπουλος, Янина, 1694 — Янина 1760) — греческий священник, деятель Новогреческого просвещения, математик, педагог и писатель.

## Биография
Баланос родился в эпирском городе Янина, ставшим в период османского господства большим центром Новогреческого просвещения
Был единственным сыном знатного жителя города, Космаса Василопулоса.
Учился у Мефодия Антракитиса в западно-македонском городе Кастория и вернулся с ним в Янина, когда последний возглавил местную Школу Гумаса (позже стала именоваться Школа Баланоса).
Начал свою преподавательскую деятельность и затем стал директором в школе «Эпифаниос Игуменос» (1719—1734) и затем в школе «Гумас». Обе школы были самыми известными и престижными в Янина.
В школе Гумаса он оставался до 1756 года (по другим источникам около 1760), когда его кафедру унаследовал его сын Козмас Баланос.
Женился на уроженке Янин из благородной семьи города, с которой имел четырёх детей. После чего был рукоположён в священники и служил первым священником в Янинской митрополии.

## Научная деятельность
Он дополнил и переиздал книгу своего учителя Мефодия Антракитиса Путь Математики (греч. Οδός Μαθηματική, 1749).
Эта работа была первым учебником математики, изданном на греческом языке в период османского господства.
Он также написал несколько других книг, включая:
- Точное изложение арифметики (Έκθεσις ακριβεστάτη της αριθμητική), Венеция, 1803
- Интерпретация афоризмов Гиппократа (Ερμηνεία εις τους αφορισμούς του Ιπποκράτους)

Баланос утверждал, что он решил античную математическую задачу удвоения куба, то есть построение циркулем и линейкой ребра куба, объём которого вдвое больше объёма заданного куба. Он опубликовал это в Венеции в 1756 году, и попытался получить международное признание своего решения у математического сообщества, и в частности у Леонарда Эйлера и членов Российской академии наук. Его сын, Козмас Баланос, отклонил это решение, в работе «Против аиста» (Αντιπελάργησις) опубликованной после его смерти, в 1816 году. Позже было доказано, что данная задача неразрешима

## В языковом вопросе
В языковом вопросе Баланос придерживался консервативных идей, был сторонником использования в образовании архаической формы греческого языка. Эта позиция привела его к столкновению с Евгением Вулгарисом, поддерживавшем применение в образовании разговорного языка димотика.
Это противостояние было перенесено и в математику, где Вулгарис принял участие в опровержении решения Баланосом задачи удвоения куба.